# Macromitrium brevihamatum
Macromitrium brevihamatum är en bladmossart som beskrevs av Theodor Carl Karl Julius Herzog 1916. Macromitrium brevihamatum ingår i släktet Macromitrium och familjen Orthotrichaceae. Inga underarter finns listade i Catalogue of Life.